# Maximilian von Garnier
Maximilian von Garnier (Berlino, 16 aprile 1971) è un ex giocatore di football americano e allenatore di football americano tedesco, che ha giocato come wide receiver.

## Palmarès
- 1 World Games (2005)
- 3 Europeo (2001, 2010[1], 2014[1])
- 1 Europeo Under-19 (2008)
- 3 Eurobowl (Hamburg Blue Devils, 1996, 1997, 1998)
- 4 German Bowl (Hamburg Blue Devils, 1996, 2001, 2002, 2003)